# アリクエア
アリクエア（英語：Arik Air）はナイジェリアのラゴスに本拠地を置く航空会社である。

## 沿革
2006年10月30日、ラゴス〜アブジャ間にて定期便の運航を開始した。その後、路線網を拡大し、2008年12月に初の長距離路線であるラゴス〜ロンドン線の運航を始めた。
現在ではナイジェリアの全航空需要のうち半分近くを占める規模に成長している。

## 就航都市
ナイジェリア国内
- ラゴスとアブジャをベースに各都市に就航。

アフリカ
- アンゴラ：ルアンダ
- ベナン：コトヌー
- ブルキナファソ：ワガドゥグー
- カメルーン：ドゥアラ
- ガンビア：バンジュール
- ガーナ：アクラ
- マリ：バマコ
- セネガル：ダカール
- シエラレオネ：フリータウン
- 南アフリカ共和国：ヨハネスブルク

ヨーロッパ
- イギリス：ロンドン

アメリカ
- アメリカ合衆国：ニューヨーク

## 保有機材

### 運航機材
2019年8月現在、アリクエアの機材は以下の通りである。
| 機材                     | 運用機数 | 発注機数 | 座席数 | 座席数 | 座席数 | 備考                          |
| 機材                     | 運用機数 | 発注機数 | C      | Y      | Total  | 備考                          |
| ------------------------ | -------- | -------- | ------ | ------ | ------ | ----------------------------- |
| ボーイング737‐700        | 5        | ー       | 12     | 112    | 124    | すべてWL装着機                |
| ボーイング737‐700        | 5        | ー       | 12     | 119    | 131    | すべてWL装着機                |
| ボーイング737‐700        | 5        | ー       | ー     | 149    | 149    | すべてWL装着機                |
| ボーイング737‐800        | 1        | ー       | 16     | 132    | 148    | WL装着機                      |
| ボーイング737MAX8        | ー       | 8        |        |        |        |                               |
| ボーイング787‐9          | ー       | 9        |        |        |        | ボーイング747‐8からの発注変更 |
| ボンバルディアCRJ‐900ER  | 4        | ー       | 10     | 62     | 74     |                               |
| ボンバルディアCRJ-1000ER | 1        | ー       | 12     | 81     | 93     |                               |
| ボンバルディアDHC-8-400  | 4        | ー       | 10     | 62     | 72     |                               |
| 合計                     | 15       | 17       |        |        |        |                               |

### 退役済機材一覧
- ボーイング737-300
- エアバスA330-200
- エアバスA340-500
- ボンバルディアCRJ-200ER
- ボンバルディアDHC-8-Q300
- フォッカー50

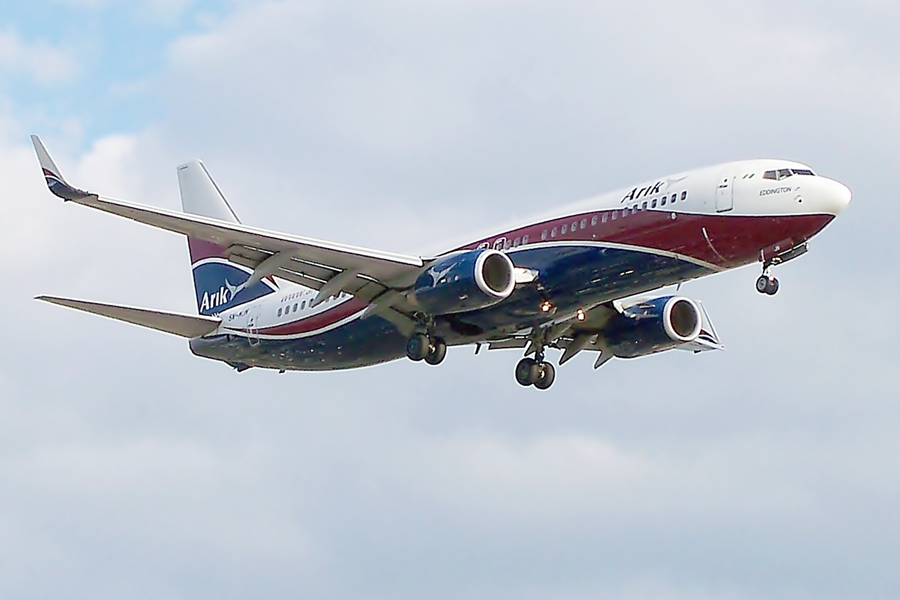
ボーイング737-800
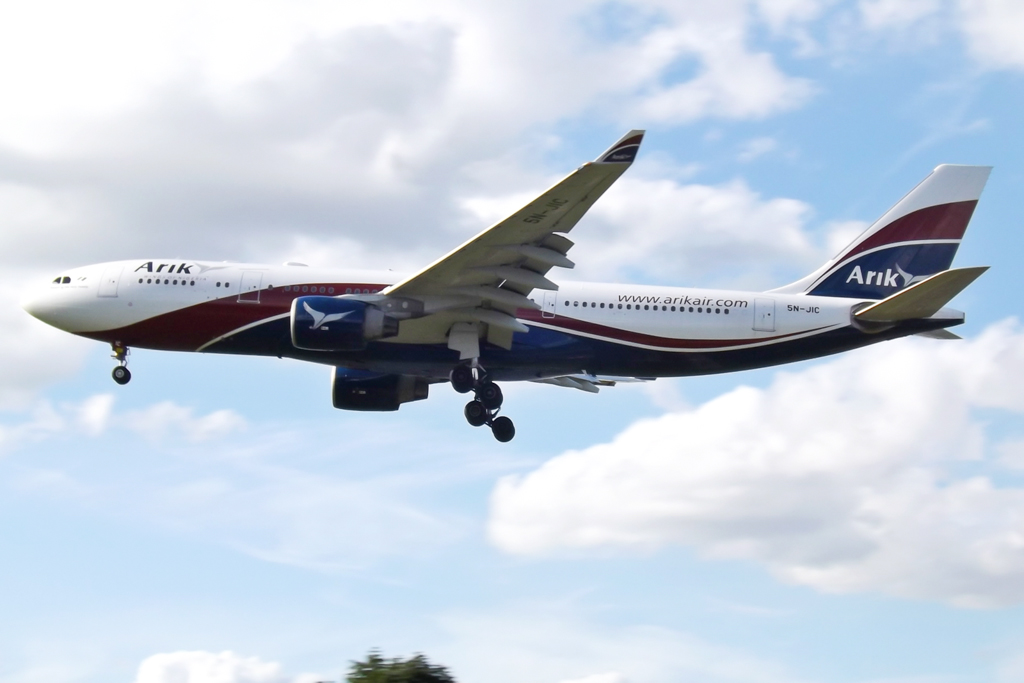
エアバスA330-200
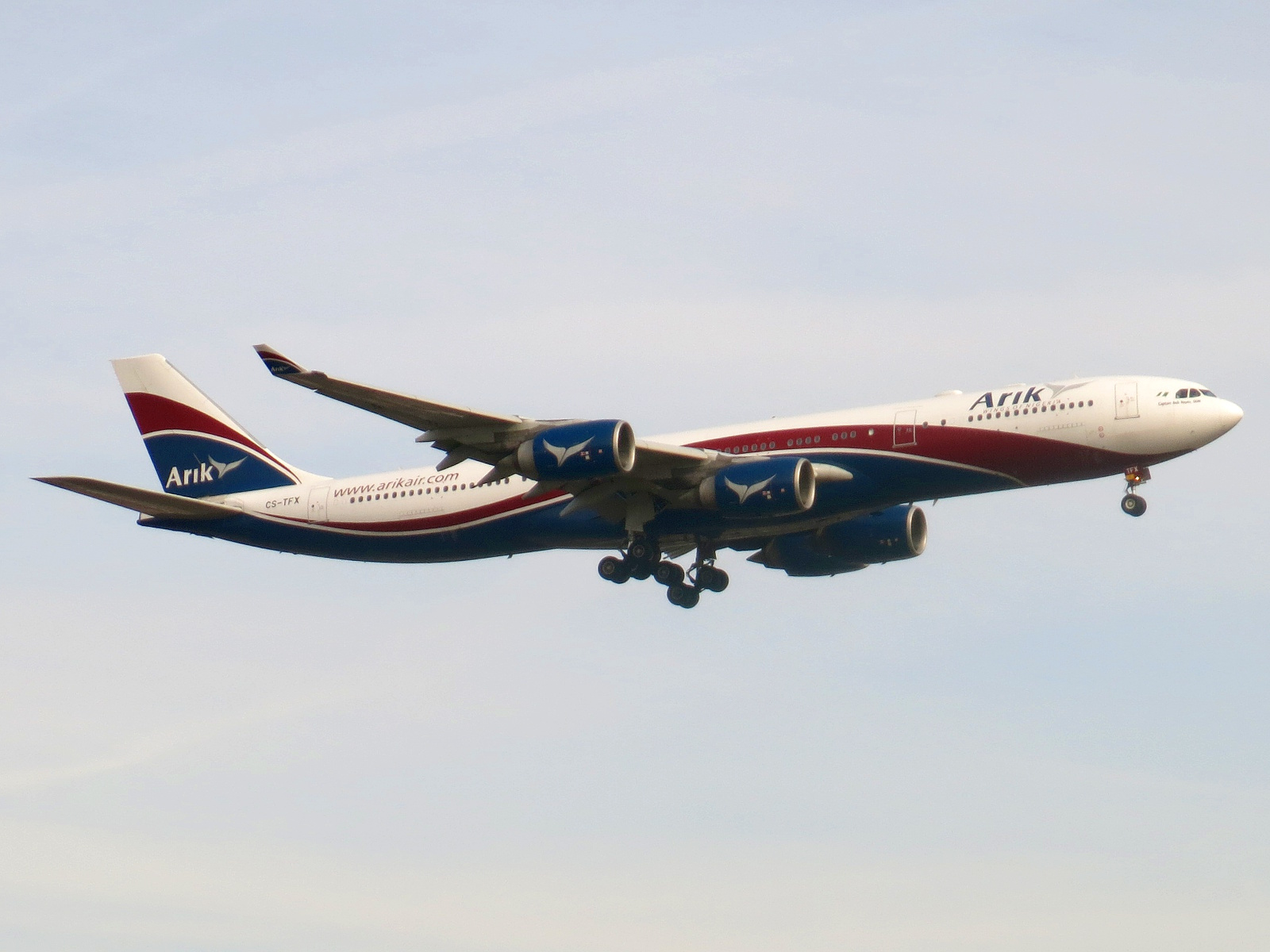
エアバスA340-500